# Tereza Čapková
Tereza Čapková (* 24. Juli 1987 in Příbram, Tschechoslowakei) ist eine ehemalige tschechische Leichtathletin, die sich auf den Mittelstreckenlauf spezialisiert hat. Ihren größten Erfolg feierte sie mit dem Gewinn der Bronzemedaille über 1500 Meter bei den Europameisterschaften 2012 in Helsinki.

## Sportliche Laufbahn
Erste internationale Erfahrungen sammelte Tereza Čapková bei den Crosslauf-Europameisterschaften 2005 in Tilburg, bei denen sie nach 16:14 min auf den 27. Platz im U20-Rennen gelangte. Im Jahr darauf belegte sie bei den Juniorenweltmeisterschaften in Peking in 4:16,37 min den sechsten Platz im 1500-Meter-Lauf und 2009 schied sie bei den U23-Europameisterschaften in Kaunas mit 4:30,41 min im Vorlauf aus. 2011 belegte sie bei der Sommer-Universiade in Shenzhen in 4:08,89 min den vierten Platz und im Jahr darauf gewann sie bei den Europameisterschaften in Helsinki in 4:10,17 min die Bronzemedaille hinter der Spanierin Nuria Fernández und Diana Sujew aus Deutschland, nachdem vier zunächst vor ihr liegende Athletinnen nachträglich des Dopings überführt wurden. Anschließend nahm sie an den Olympischen Sommerspielen in London teil und schied dort mit 4:12,15 min in der ersten Runde aus. 2013 kam sie bei den Studentenweltspielen in Kasan im Finale über 1500 Meter nicht ins Ziel und bei den Crosslauf-Europameisterschaften 2016 in Chia wurde sie nach 27:40 min 56. im Einzelbewerb. Daraufhin beendete sie ihre aktive sportliche Karriere im Alter von 29 Jahren.
In den Jahren 2006, 2009 und 2012 wurde Čapková tschechische Meisterin im 1500-Meter-Lauf sowie 2011 über 800 Meter. Zudem wurde sie 2008, 2010 und 2011 Hallenmeisterin im 800-Meter-Lauf sowie 2016 über 3000 Meter.

## Persönliche Bestzeiten
- 800 Meter: 2:01,91 min, 13. Juni 2011 in Prag
  - 800 Meter (Halle): 2:04,29 min, 25. Februar 2011 in Metz
- 1000 Meter: 2:39,81 min, 17. Mai 2009 in Pliezhausen
  - 1000 Meter (Halle): 2:43,31 min, 26. Februar 2021 in Prag
- 1500 Meter: 4:08,27 min, 25. Mai 2012 in Dessau
  - 1500 Meter (Halle): 4:15,70 min, 10. Februar 2012 in Düsseldorf
- Meile: 4:32,69 min, 25. Juli 2012 in Dublin
- 3000 Meter: 9:24,14 min, 4. September 2016 in Ústí nad Orlicí
  - 3000 Meter (Halle): 9:26,35 min, 27. Februar 2016 in Ostrava